# Pleurogonium pulchrum
Pleurogonium pulchrum är en kräftdjursart som beskrevs av Hansen 1916. Pleurogonium pulchrum ingår i släktet Pleurogonium och familjen Paramunnidae. Inga underarter finns listade i Catalogue of Life.